# Signac
Signac ist eine französische Gemeinde mit 41 Einwohnern (Stand 1. Januar 2022) im Département Haute-Garonne in der Region Okzitanien (zuvor Midi-Pyrénées). Die Einwohner werden als Signacais bezeichnet.

## Geographie
Umgeben wird Signac von den fünf Nachbargemeinden:
|           |                                             | Cierp-Gaud        |
| Esbareich | Kompassrose, die auf Nachbargemeinden zeigt |                   |
|           | Binos                                       | Burgalays, Bachos |

## Bevölkerungsentwicklung
| Jahr                      | 1962 | 1968 | 1975 | 1990 | 1999 | 2006 | 2011 | 2016 | 2019 |
| ------------------------- | ---- | ---- | ---- | ---- | ---- | ---- | ---- | ---- | ---- |
| Einwohner                 | 80   | 97   | 76   | 77   | 58   | 54   | 46   | 46   | 51   |
| Quelle: Cassini und INSEE |      |      |      |      |      |      |      |      |      |

## Sehenswürdigkeiten

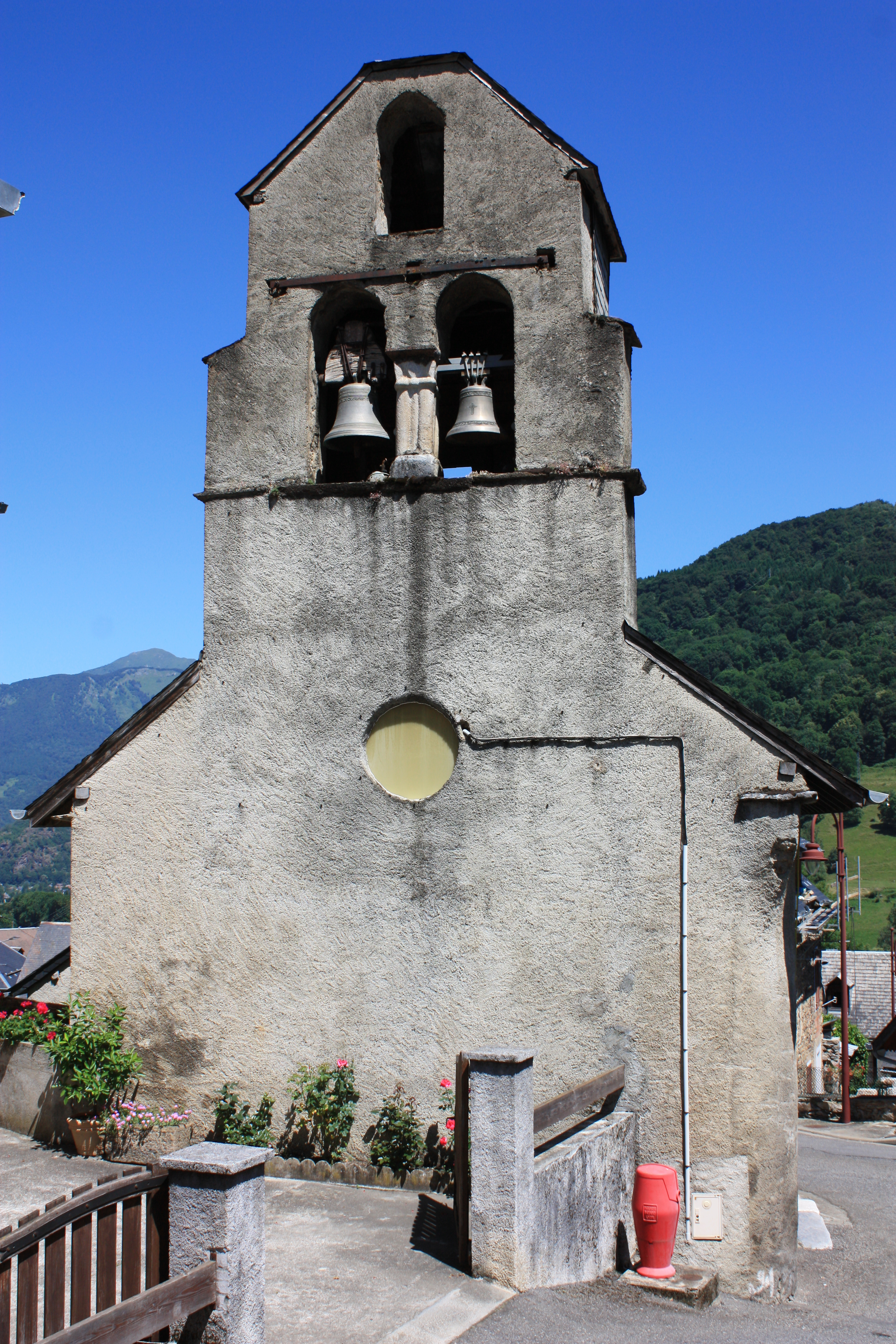
Kirche St-Jean-Baptiste

- Kirche St-Jean-Baptiste, erbaut im 12. Jahrhundert